# Hyphalocope
Hyphalocope is een geslacht van kreeftachtigen uit de klasse van de Ostracoda (mosselkreeftjes).

## Soort
- Hyphalocope dorsoithys Karanovic & Brandão, 2012